# Hirn- und Rückenmarkshäute

Schema der Häute

Die Hirn- und Rückenmarkshäute – vereinfacht auch nur Hirnhäute für beide Bereiche, oder auch Meningen (Meninges; Einzahl: Meninx von altgriechisch μῆνιγξ méninx ‚Haut‘) genannt – sind bindegewebige Schichten, die das Zentralnervensystem (ZNS) insgesamt gemeinsam umhüllen und schützen. Sie sind beim Menschen und anderen Säugetieren als drei ineinanderliegende Hüllen ausgebildet, die Dura mater, Arachnoidea mater und Pia mater genannt werden. Erstmals beschrieben hat sie Herophilos von Chalkedon etwa 300 v. Chr. Jüngste Forschungen deuten darauf hin, dass es eine vierte Hirnhaut zwischen der Arachnoidea mater und Pia mater gibt.
Die Hirnhäute umgeben innerhalb des Schädels das Gehirn in drei Schichten. Am weitesten außen liegt die straffe Dura mater encephali oder Harte Hirnhaut, auch Pachymeninx encephali genannt (παχύς pachýs ‚derb‘ und ἐγκέφαλος enképhalos ‚Gehirn‘). Ihr liegt innen zu die Arachnoidea mater encephali (spinnwebige Hirnhaut) dicht an. Die innerste Schicht Pia mater encephali (zarte Hirnhaut) überzieht unmittelbar die Gehirnoberfläche. Zwischen Arachnoidea und Pia mater liegt der Subarachnoidalraum (Cavitas subarachnoidea), der Liquor cerebrospinalis enthält. Diese beiden inneren Hirnhäute bilden eine gewebige Einheit und werden Weiche Hirnhäute oder auch Leptomeninx encephali (λεπτός leptós ‚fein‘) genannt.
Außerhalb des Schädels gehen die Hirnhäute in die Rückenmarkshäute über, die das im Wirbelkanal liegende Rückenmark umgeben. Sie werden entsprechend Dura mater spinalis, Arachnoidea mater spinalis und Pia mater spinalis genannt (lateinisch spinalis ‚zur Wirbelsäule bzw. zum Rückenmark gehörig‘).

## Dura mater
Die Dura mater (oft nur Dura genannt) ist die äußerste Hirnhaut. Sie besteht aus zwei Blättern, wobei zumindest im Bereich des Schädelknochens das äußere Blatt identisch mit der Knochenhaut ist. Die beiden Blätter trennen sich an umschriebenen Stellen voneinander, um sogenannte „Sinus“, eine besondere Form venöser Blutleiter, zu bilden. Das innere Blatt der Dura mater zieht in den großen Spalt zwischen den beiden Großhirnhälften sowie in den Spalt zwischen den beiden Kleinhirnhälften und bildet durch Aneinanderlagerung mit dem inneren Duralblatt des jeweils benachbarten Hirnteils die Falx cerebri, die Falx cerebelli und das Tentorium cerebelli. Die Falx cerebri trennt die beiden Großhirnhälften in sagittaler Ebene und geht in die Falx cerebelli über, welche die beiden Kleinhirnhälften voneinander trennt. Entsprechend bildet sich das Tentorium cerebelli (Zeltdach des Kleinhirns), das das Groß- und Kleinhirn voneinander trennt. Es handelt sich um eine eher horizontal im  Schädel liegende Struktur, die durch ihre Anheftungspunkte an verschiedenen Teilen des knöchernen Schädels eine komplexe dreidimensionale Form besitzt. Analog bildet sich das Diaphragma sellae. Die Hypophyse liegt darunter und ist somit extradural (außerhalb der Dura) positioniert.
Im Bereich des Rückenmarks ist die Dura mater nicht mit dem Wirbelkanal verbunden. Es gibt nur wenige knöcherne Anheftungspunkte der Dura mater spinalis: Zum einen der Beginn am Rand des Foramen magnum des Hinterhauptbeins, zum anderen das Ende des Duraschlauchs in Höhe des 1./2. Kreuzwirbels. Das als Fortsetzung des Markkegels (Conus medullaris) beginnende Filum terminale setzt sich von hier als Filum terminale externum bzw. durale fort und endet am zweiten Steißwirbel, wo es ebenfalls knöchern fixiert ist und mit den Ligamenta sacrococcygea anteriora in Kontinuität steht.
Im Wirbelkanal befindet sich zwischen Dura und Wirbelkanal ein Spaltraum, der Epidural- oder Periduralraum, der mit Fettgewebe gefüllt ist. Über eine Injektion in diesen Raum (Periduralanästhesie) können die austretenden Nervenwurzeln anästhesiert werden.
Die Dura ist sehr schmerzempfindlich. Im Schädelbereich erfolgt die sensible Innervation durch den Ramus tentorii des Nervus ophthalmicus und die Rami meningei des Nervus ethmoidalis anterior, den Nervus maxillaris, den Nervus mandibularis sowie den Nervus vagus.
Die Dura mater ist überwiegend straffes, kollagenfaseriges Bindegewebe und hat vor allem die Funktion einer Organkapsel.

## Arachnoidea mater
Die Arachnoidea mater (kurz Arachnoidea, auch Spinnwebenhaut, Spinngewebshaut oder Spinnengewebshaut genannt) ist die mittlere Hirnhaut. Sie liegt der Dura mater innen an und ist von ihr durch einen in der Regel geschlossenen, teils flüssigkeitsgefüllten kapillären Bereich, den Subduralspalt (Spatium subdurale) getrennt, welcher erst durch übermäßige pathologische Flüssigkeit- oder Luftansammlung aufgeweitet und als Subduralraum erkennbar wird. Dies kann auftreten, wenn die Brückenvenen (Venae superiores cerebri), die in den Sinus sagittalis superior münden und damit die der Arachnoidea aufliegende Dura mater durchbrechen, einreißen und das austretende Blut den Subduralraum füllt. Eine Einblutung in den Subduralspalt nennt man subdurales Hämatom (SDH).
Die Arachnoidea überspringt, wie auch die Dura mater, die Furchen des Gehirns und erhält ihren Namen durch die starke weißliche Zeichnung mit feinen Fasern kollagenen Bindegewebes, die ihr ein spinnwebartiges Aussehen gibt. Von der Arachnoidea stülpen sich knopfförmige Aussackungen in die venösen Blutleiter in der Dura mater (Sinus durae matris) vor. Diese Ausstülpungen werden als Arachnoidalzotten (Pacchioni-Granulationen, Granulationes arachnoideae) bezeichnet und sind ein Ort der Liquorresorption.
Unter der Arachnoidea liegt der Subarachnoidalraum (Spatium subarachnoideum), der mit Liquor cerebrospinalis gefüllt ist und damit den äußeren Liquorraum darstellt. In diesem Raum zwischen Arachnoidea und Pia Mater liegen zahlreiche oberflächige Arterien und Venen des Gehirns.

## Pia mater
Die Pia mater (Zarte Hirnhaut) ist die innerste Schicht. Sie liegt dem Gehirn und Rückenmark direkt auf, bedeckt diese komplett und reicht dabei auch in alle Furchen hinein.
Sie besteht aus weichem, zartem Bindegewebe und ist mit der Oberfläche des Gehirns verwachsen und lässt sich folglich nicht mit der Pinzette abheben.

## Funktionen bei Abfallentsorgung des Gehirns
Das System der Hirnhäute bildet neben seinen Schutzfunktionen für das Gehirn auch Start und Ziel des Mikro-Kreislaufs des Gehirns zur Abfallentsorgung, des 2012 entdeckten glymphatischen Systems.
Die Arterien des ZNS haben ab ihrem Eintritt durch die Hirnhaut rund um ihre Außenwand einen zusätzlichen, sehr engen Gefäßraum, einen so genannten perivaskulären Raum (Spatium perivasculare), der für die Blutgefäße im ZNS die Bezeichnung Virchow-Robin-Raum trägt. Durch diesen Raum gelangt in einem ständigen Strom – angetrieben durch die vom Pulsschlag ausgelösten Wellenbewegungen der Arterienwände – ein kleiner Teil des Liquor cerebrospinalis aus dem Subarachnoidalraum in alle Bereiche des ZNS.
Dort wird er mit Hilfe der Glia (Stützzellen) verteilt und fließt am Ende – unter Mitnahme von Abfallstoffen – wieder ab, vermutlich teilweise direkt in die Dura mater, und zwar in die dortigen – erst 2015 entdeckten – Auffanggefäße des lymphatischen Systems, des normalen Entsorgungssystems des übrigen Körpers. Der Abtransport aus dem Gehirn heraus erfolgt durch den perivaskulären Raum rund um die Außenwände der Venen. Zu welchem Anteil eine Einspeisung in die Lymphgefäße der Dura mater oder die weiter entfernten Lymphbahnen am Hals besteht, ist noch nicht (Stand 2017) geklärt.

## Erkrankungen
Eine gefürchtete Hirnhauterkrankung (Meningopathie) ist die Hirnhautentzündung, Meningitis, die unter anderem durch Viren, Pilze und Bakterien, wie zum Beispiel Meningokokken bei einer Infektionskrankheit, auftreten kann. Gefürchtete Folgen dieser Erkrankung sind Schädigungen des Gehirns, die zu geistiger Behinderung oder gar zum Tod führen können. 
Betrifft die Entzündung neben den Hirnhäuten auch das Gehirn, wird dies als Meningoenzephalitis bezeichnet; ist vornehmlich die Arachnoidea betroffen, wird von Arachnoiditis gesprochen. 
Reizungen der Hirnhäute lassen sich bei einer neurologischen Untersuchung an Meningismus sowie Brudzinski-, Kernig- und Lasègue-Zeichen erkennen. Andere unspezifische Symptome eines meningealen Reizsyndroms sind Kopfschmerzen, Licht- und Geräuschempfindlichkeit, Übelkeit und Erbrechen. Diese Symptome können auch bei anderen Erkrankungen der Hirnhäute auftreten, insbesondere bei Migräne oder Subarachnoidalblutung. (Ein mit Granulationsgewebe an der Innenfläche der harten Hirnhaut verbundenes, in seiner Symptomatik dem subduralen Hämatom ähnliches Krankheitsbild wurde als Pachymeningitis (interna) bezeichnet).
Tumoren der Hirnhäute werden als Meningeom bezeichnet. 
Unfall- oder anderweitig bedingt kann es zu Einblutungen in die Zwischenräume der Hirnhäute kommen, die als Subduralhämatom bzw. Subarachnoidalblutung bekannt sind.